# Stefan Hofer (Politiker, 1986)

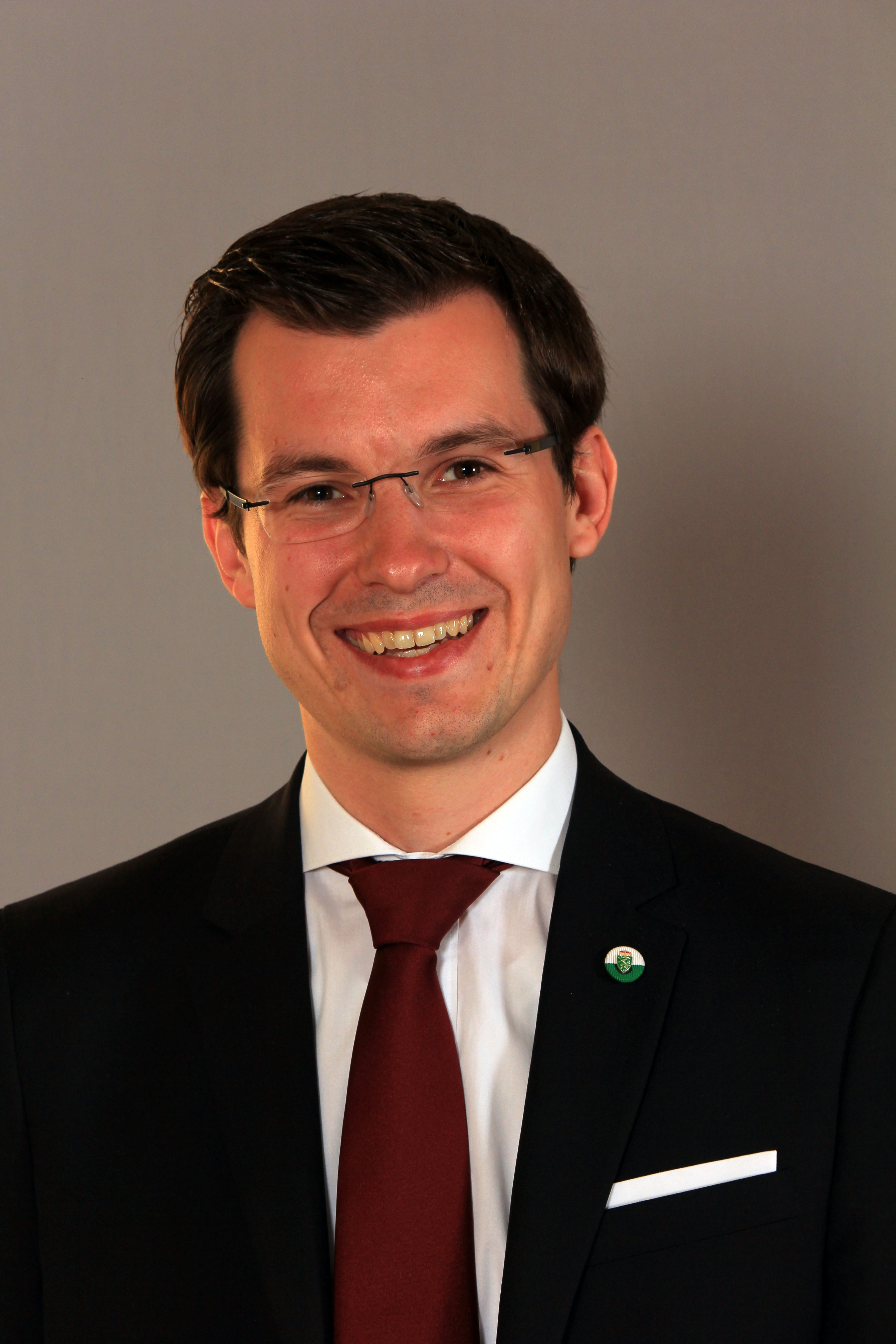
Stefan Hofer, 2016

Stefan Hofer (* 14. Dezember 1986 in Bruck an der Mur) ist ein österreichischer Politiker der SPÖ. Er wurde am 16. Juni 2015 als Abgeordneter zum Steiermärkischen Landtag angelobt. Darüber hinaus ist er Bürgermeister der Marktgemeinde Turnau (Bezirk Bruck-Mürzzuschlag).

## Ausbildung
Hofer besuchte in Turnau die Volksschule und anschließend das Gymnasium in Bruck an der Mur. Dieses schloss er 2005 mit der Matura ab. Während seiner Schulzeit war er auch als Klassensprecher tätig.
Nach Absolvierung des Präsenzdienstes bei der Militärmusik Steiermark, wo er Saxophon spielen lernte, begann Hofer ein Studium für Journalismus und Unternehmenskommunikation an der Fachhochschule Joanneum in Graz. Dieses schloss er 2010 mit seiner Diplomarbeit zum Thema „Die Veränderung der Politischen Kommunikation am Beispiel der SPÖ“ ab.

## Politische Laufbahn
Schon in der Zeit seines Studiums legte Hofer den Grundstein zu seiner politischen Laufbahn, als er im Büro von Landeshauptmann-Stellvertreter Siegfried Schrittwieser politischer Mitarbeiter wurde.
Seit 2009 ist Hofer in seiner Heimatgemeinde Turnau politisch aktiv. Nach der Gemeinderatswahl 2010 zog Hofer im April 2010 in den Gemeinderat ein. Am 30. März 2012 wurde Hofer vom Gemeinderat zum Vizebürgermeister gewählt. Er war zu diesem Zeitpunkt der jüngste Vizebürgermeister in der Steiermark. Ebenfalls übernahm er den Vorsitz in der örtlichen SPÖ.
Bei der Gemeinderatswahl 2015 verfehlte die SPÖ unter seiner Führung mit 48 Prozent nur knapp die absolute Mehrheit. Dennoch reichte dies aus, dass Hofer im Rahmen der konstituierenden Sitzung des Gemeinderats am 27. April 2015 mit Unterstützung der FPÖ zum Bürgermeister gewählt wurde.
Bei der Gemeinderatswahl im Jahr 2020 konnte die SPÖ mit ihm als Spitzenkandidat das Ergebnis deutlich ausbauen und 80,0 % erreichen. Bei der Gemeinderatswahl 2025 konnte Hofer mit seiner SPÖ das Ergebnis nochmals auf 82 % verbessern.  
Den Sprung in die Landespolitik machte Hofer im Zuge der Landtagswahl 2015. Trotz der erheblichen Verluste der SPÖ konnte er in den Landtag einziehen, wo er am 16. Juni 2015 als Abgeordneter angelobt wurde.
Nach der Landtagswahl im Jahr 2019 zog Hofer erneut als Abgeordneter in den Landtag Steiermark ein. Er fungiert dort als Sicherheitssprecher seiner Fraktion.